# 診断的麻酔法
診断的麻酔法（しんだんてきますいほう、英:diagnostic anesthesia）とは跛行の原因を調べるために行われる診断法。皮下の知覚神経あるいはその付近に局所麻酔薬（リドカインやプロカイン）を注射し、跛行の消失の有無を観察する。注射により跛行が消失する場合は、跛行の原因は注射点より下部に存在する。